# Surju
Surju è un comune rurale dell'Estonia meridionale, nella contea di Pärnumaa. Il centro amministrativo è l'omonima località (in estone küla).

## Località
Oltre al capoluogo, il comune comprende altre 10 località:
Ilvese, Jaamaküla, Kalda, Kikepera, Kõveri, Lähkma, Metsaääre, Rabaküla, Ristiküla, Saunametsa.